# Bahnhof Schaan-Vaduz
Bahnhof Schaan-Vaduz vasútállomás Liechtensteinben, Schaanban, a Feldkirch–Buchs-vasútvonalon. Az állomást érintő vonatokat az osztrák ÖBB üzemelteti. Az állomást összesen 18 vonat szolgálja ki, kilenc Svájc és kilenc Ausztria irányából.

## Áttekintés
Schaan-Vaduz a nemzetközi és villamosított Feldkirch-Buchs-vasútvonalon található, a svájci Buchs SG állomás és Forst Hilti megállóhely (Schaan északi külvárosában) között. Csak a regionális vonatok állnak meg itt.
A város közepén található állomás egy kétszintes épületből, egy fából készült raktárból és az első vágányt kiszolgáló peronból áll. A második vágánynak nincs peronja, és ritkán használják. A peronon található egy vasúti pálya maradványa, egy leszerelt, tehervagonok által használt vágányrendszer része.

## Vasútvonalak
Az állomást az alábbi vasútvonalak érintik:
- Feldkirch–Buchs-vasútvonal

## Kapcsolódó állomások
A vasútállomáshoz az alábbi állomások vannak a legközelebb:
- Bahnhof Forst Hilti
- Buchs vasútállomás (Feldkirch–Buchs-vasútvonal)

## Lásd még
- Liechtenstein vasúti közlekedése